# Johann Heinrich Zopf
Der Universalgelehrte Johann Heinrich Zopf (* 6. April 1691 in Gera; † 1. Februar 1774 in Essen), Sohn des Hofpredigers Johann Caspar Zopf und dessen Ehefrau Anna Katharina von Kretsch, Autor zahlreicher Schulbücher, war Pietist, Lehrer und Historiker.

## Leben
Johann Heinrich Zopf studierte von 1711 bis 1715 Philosophie, Theologie und Philologie an der Universität Jena, promovierte und habilitierte sich dort als Privatdozent. 1716 erhielt er einen Ruf als Lehrer an das Pädagogium Halle. Während der folgenden drei Jahre verblieb er dort und lernte Gotthilf August Francke kennen, mit dem er auch späterhin korrespondierte. Im Jahr 1719 wurde er zum Direktor der Essener Stadtschule, eines lutherischen Gymnasiums, berufen. Diese Position bekleidete er bis zu seinem Tod 1774. Damit erhielt er zugleich, wie üblich, eine Predigerstelle an der Marktkirche. Am 28. Mai 1722 heiratete er Juliana Elisabeth Krupp (19. August 1702–1. Mai 1749) aus Essen, die Tochter des Bürgermeisters Arnold Krupp. Aus der Ehe gingen vierzehn Kinder hervor. Die meisten verstarben jedoch jung. Einen Ruf zum Direktor des Gymnasiums zu Soest lehnte er 1724 ab. 
Im Jahr 1729 veröffentlichte er seine „Grundlegung der Universal-Historie“, ein sehr erfolgreiches Schulbuch, das bereits zu seinen Lebzeiten 17 Neuauflagen erlebte und späterhin sogar ins Französische übersetzt und fortgeschrieben wurde, als: Précis d'histoire universelle, politique, ecclésiastique et littéraire, depuis la création du monde jusqu'à la paix de Schœnbrunn, continuée sur un plan plus étendu, et augmentée d'une Histoire de la révolution française. Zopf förderte als Schulreformer, der Wert auf eine praxisorientierte Ausbildung legte, entscheidend seine Schüler, die späteren Reformpädagogen Johann Julius Hecker und Andreas Petrus Hecker. Diese begeisterte er früh für die Ideen des Halleschen Pietismus. Zudem interessierte der Universalgelehrte sich auch für das Phänomen des Vampirismus.

## Veröffentlichungen
- Mitautor: De simulatione pseudo-politica. 1720.
- Mitautor: De perfectione vera et imaginaria. 1722.
- Progr. de licentia seculari. 1722.
- Mitautor: Diss. mor. de aemulatione. 1724.
- Commentatio Physico-Moralica de Providentia Dei Fulminantis, Contra Profanas Atheorum Et Naturalistarum Cavillationes Vindicata (1728). ISBN 1-168-79218-5.
- Grundlegung Der Universal-Historie (1729). ISBN 1-104-81445-5.
- Mitautor: De baptismo hyper tōn nekrōn ex I. Cor. XV. 29: dissertatio theologico philologica. 1731.
- Mitautor: Dissertatio de Vampyris Serviensibus. Duisburg 1733.
- Introdvctio In Antiqvitates Sacras Vetervm Hebraeorvm: Cvm Aliqvali Fasciarvm Typicarvm Evolvtione Conivncta Atqve Vsvi Praelectionvm Pvblicarvm Adcommodata Halle 1734.
- Ivrisprvdentia Natvralis, Oder Kurtzgefasste und deutlich erläuterte Grund-Sätze der Natürlichen Rechts-Gelahrtheit: Zum nützlichen und unanstössigen Gebrauch der studirenden Jugend entworfen Halle 1734.
- Logicaenvcleata, Oder, Erleichterte Vernunft. Nebst Vorrede von Johann Georg Walch. 1735.
- Mitautor: Leben und Thätigkeit Des Gerechtmachenden Glaubens: wobey absonderlich die Frage: Ob innerliche gute Wercke dem Glauben, wenn er rechtfertiget, gegenwärtig sind? ... ; Zur nöthigen Lehr- und Ehrenrettung Des Hochverdienten Jenaischen Theologi D. Iohannis Francisci Bvddei gegen die Irrung- und Verunglimpfungen Herrn D. Ioh. Daniel Klvge in Dortmund. 1735.
- De eo qvod ivstvm est circa cruentionem cadauerum. 1737.
- Programma de Friderici Barbarossae singularibus in ordinem litterarium meritis. 1745.
- Mitautor: Herrn Paters Renatus le Bossu, ... Aufsehers der Bibliothek der Abtey der heiligen Genovefa zu Paris, Abhandlung vom Heldengedicht. 1757.
- Mitautor: Die hebräische und chaldäische Grammatik des ... Johann Andreas Danzens, in deutsche übersetst ... von George David Kypken: Anhang zu der deutschen Uebersetzung der Danzischen Grammatik 1757.
- Von Portugall, Spanien, Frankreich, den Niederlanden, Deutschland, Schweitz und Italien: Nebst einem vollständigen Register. Band 1. Neueste Geographie nach allen vier Theilen der Welt : darinnen nach einer kurzen Vorbereitung von der Geographie überhaupt wie auch von dem Planiglobio oder ganzen Erdkugel die Lage und Abtheilung der Länder, die vornehmsten Städte, ... beschrieben werden. 1762.
- Denkmal der doppelten Jubel-Freude über die vor zweyhundert Jahren, als den 28. April 1563, in der Kayserl. Reichsstadt Essen geschehene Kirchen-Reformation wie auch über den Allgemeinen Frieden welchen Gott den 15. Februar 1763, In dem Deutschen Reiche wieder hergestellet hat. Essen 1763. Digitalisat
- Von Engelland, Schottland, Irrland, Dännemark Norwegen, Schweden, Preussen, Polen, Rußland, Hungarn, der Türkey wie auch Asia, Afrika, Amerika und den unbekannten Ländern: Nebst einem vollständigen Register. Band 2 von Johann Heinrich Zopfens Direct. Gymn. Essend. Neueste Geographie nach allen vier Theilen der Welt: darinnen nach einer kurzen Vorbereitung von der Geographie überhaupt wie auch von dem Planiglobio oder ganzen Erdkugel die Lage und Abtheilung der Länder, die vornehmsten Städte, ... beschrieben werden. 1763.
- Introductio ad lectionem cursoriam veteris testamenti continens praecognita lectiones Biblicae de Auctore ... una cum partitione ... et analysi accedit quadriga dissertationum .... 1763.